# Hogna sanctithomasi
Hogna sanctithomasi là một loài nhện trong họ Lycosidae.
Loài này thuộc chi Hogna. Hogna sanctithomasi được Alexander Petrunkevitch miêu tả năm 1926.